# PEPCON-ramp

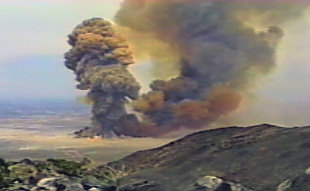
De grootste explosie in de PEPCON-fabriek

De PEPCON-ramp was een industriële ramp die op 4 mei 1988 plaatsvond bij de Pacific Engineering Production Company of Nevada (PEPCON) nabij Henderson in de Amerikaanse staat Nevada. Het chemische vuur en op elkaar volgende explosies eisten twee levens, verwondden ongeveer 372 mensen en veroorzaakten een geschatte 100 miljoen Amerikaanse dollars aan schade. Een groot deel van het Las Vegas-metropoolgebied (16 km verderweg) werd getroffen en sommige instanties activeerden noodplannen.
De PEPCON-fabriek was een grote producent van ammoniumperchloraat, een oxidator in vaste brandstofraketten en vuurwerk. Ammoniumperchloraat vormt bij kamertemperatuur wit tot kleurloze kristalijne substantie, het is een zout dat men kan beschouwen als een verbinding tussen ammoniak en perchloorzuur.
De explosies werden veroorzaakt doordat de ammoniumperchloraat die lag opgeslagen een dusdanige hoge temperatuur had bereikt dat deze zichzelf begon te oxideren en te reduceren. Als dit gebeurt ontstaat een explosieve kettingreactie, de reactie verliep zo snel en hevig dat men kon spreken van een detonatie: het schokfront van de reactie verplaatst zich sneller dan het geluid. Alle oxiderende ammoniumzouten vertonen de eigenschap zichzelf te gaan ontleden bij verhitting.